# Margaritaville at Sea Paradise
Margaritaville at Sea Paradise è una nave da crociera appartenente alla compagnia Margaritaville at Sea.

## Storia

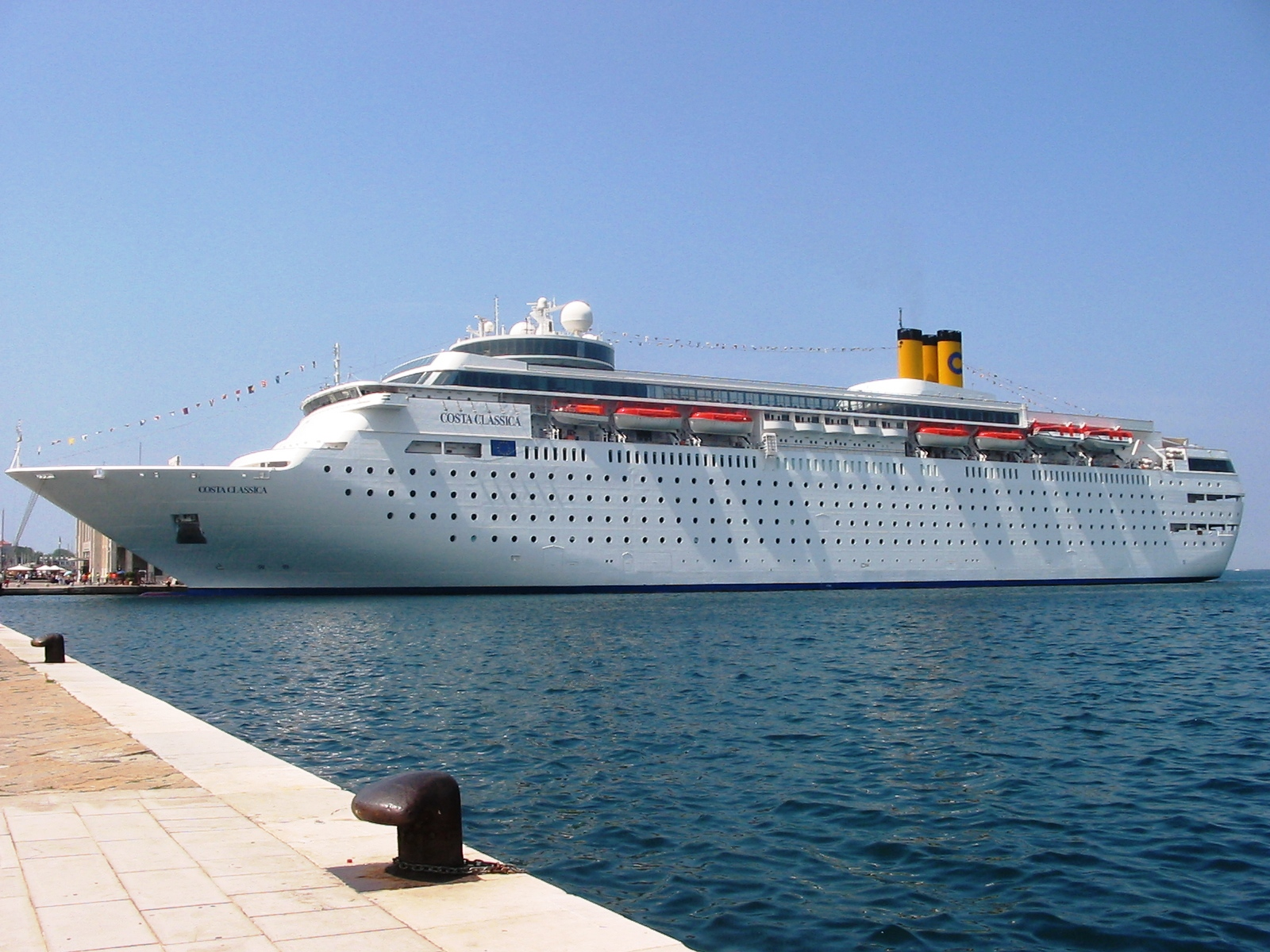
Costa Classica in servizio per Costa Crociere a Trieste nel 2008.

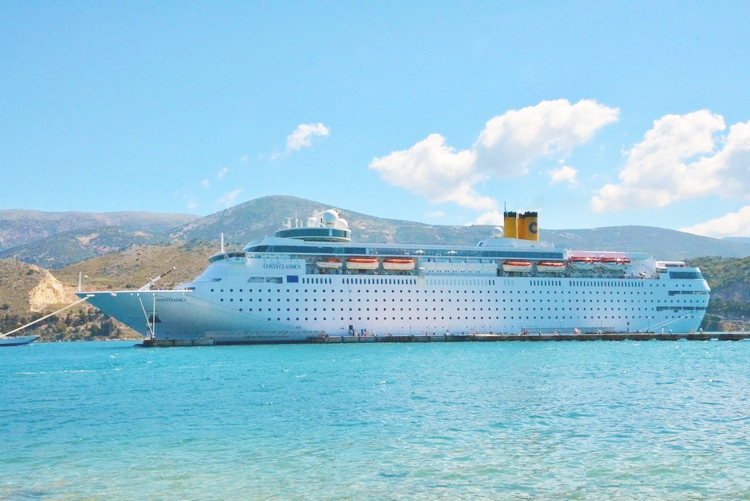
Costa neoClassica post-trasformazione in servizio per Costa Crociere ad Argostoli nel 2015.

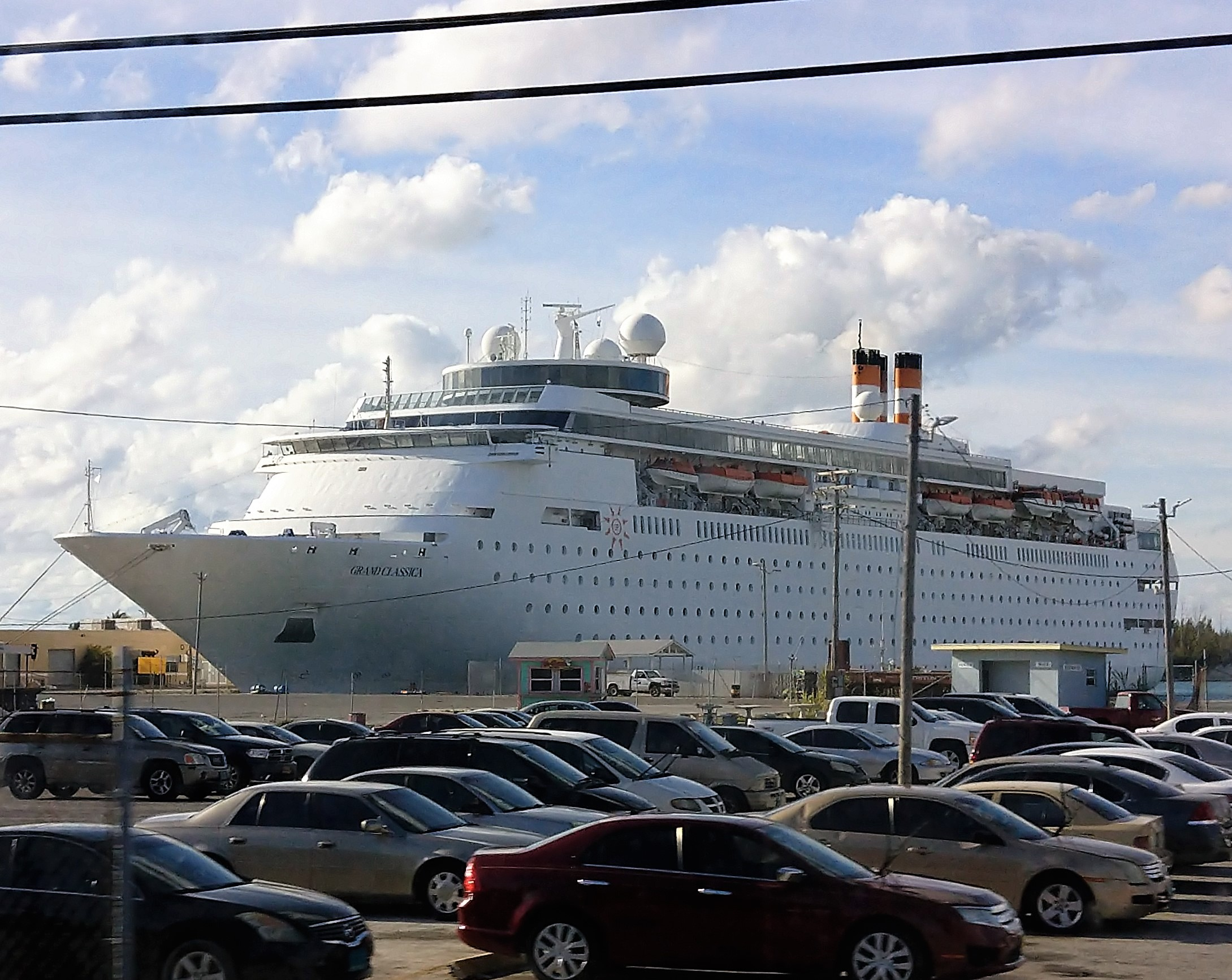
Grand Classica in servizio per Bahamas Paradise Cruise Line a Freeport nel 2018.

La nave è stata costruita nel 1991 nei cantieri navali Fincantieri di Marghera. All'epoca chiamata Costa Classica, era la prima nave italiana a superare come stazza lorda il Rex del 1931. Per la sua progettazione vennero coinvolti grandi professionisti italiani del settore navale e dell'architettura: Pierluigi Cerri dello lo studio milanese "Gregotti e Associati" e Paolo Ferrari, con la collaborazione di Ivana Porfiri. La volontà era quella di creare un'unità di notevole prestigio, orientata al futuro, ma che non disdegnasse il richiamo alle navi di linea del passato; si ritrovano così, al contrario delle attuali costruzioni navali, le cabine ospiti ai ponti intermedi e le aree pubbliche ai ponti più alti. Le scialuppe, di solito collocate in basso sulle nuove unità, sono qui sistemate nella zona alta della fiancata, tipico richiamo alle navi del passato. Tutto l'impianto architettonico è caratterizzato da un notevole rigore formale, in evidente controtendenza rispetto a quelle che saranno le scelte architettoniche future della compagnia dove, dall'anno 2000 in poi con l'inaugurazione di Costa Atlantica, l'architettura porterà la firma del designer sensazionalista americano Joseph Farcus, che trasporterà anche sulla flotta Costa il concetto americano di "Fun Ships". Su Classica, superfici lisce, geometrie semplici e materiali naturali di pregio come marmi e teak costituiscono forti richiami alla tradizione marinara europea. La nave ospitava anche alcune opere di notevole pregio artistico, come il mosaico murario che adorna il teatro, opera dell'artista Emilio Tadini e Ginger & Fred di Luciano Vistosi, presente nella hall centrale oggi, originariamente nella hall centrale si veniva accolti da una Sfera di bronzo dell'artista Arnaldo Pomodoro.
Il 17 gennaio 2018 la nave ha dismesso la bandiera italiana e Costa Crociere ha dichiarato di volerla locare a scafo nudo (bare boat) ad una società extracomunitaria. Il 13 dicembre 2017 è stato rivelato che la nave è stata acquistata dalla Bahamas Paradise Cruise Line e che avrebbe cambiato il nome in Grand Classica. La nave iniziò a navigare dal porto di Palm Beach a partire dal 13 aprile 2018. A fine 2021, Bahamas Paradise Cruise Line ha stipulato un accordo con Margaritaville Resorts & Hotels e ha rinominato la compagnia in "Margaritaville at Sea". Grand Classica è stata così ristrutturata nell'aprile 2022 e ribattezzata Margaritaville at Sea Paradise. Attualmente effettua crociere di andata e ritorno di due giorni verso l'isola di Grand Bahama.

## DaCosta ClassicaaCosta neoClassica
I lavori di ristrutturazione per il passaggio alla "neo Collection" erano originariamente pianificati per novembre 2013, per poi essere posticipati nell'autunno del 2014. Al termine dei lavori, la Costa neoClassica è salpata il 18 dicembre 2014 dal porto italiano di Savona alla volta delle Seychelles unendosi così alla flotta "Costa neoCollection" che già ha coinvolto Costa neoRomantica e Costa neoRiviera. La modifica strutturale prevista dal progetto era identica a quella della gemella neoRomantica: prevedeva l'aggiunta di alcuni semi ponti a prua, l'eliminazione del teatro in favore di un'ampia Spa e l'aggiunta di nuovi balconi; in seguito però al disastro della Costa Concordia, Costa Crociere ha deciso di optare per una modifica meno invasiva di quella della gemella. Il cambiamento più evidente è realizzata nella parte poppiera della nave, al ponte 10 "Al Fresco Cafè", dove è stata installata una struttura in metallo che chiude la zona buffet all'aperto. È stata inoltre installata, in prossimità del fumaiolo, una nuova antenna per i servizi satellitari. In più sono state rese coperte le alette del ponte di comando.

## Caratteristiche
Durante il servizio con Costa Crociere, Costa neoClassica disponeva di 654 cabine passeggeri di cui 10 suite con balcone privato, 2 ristoranti, 7 bar, 2 piscine, 2 vasche idromassaggio, un percorso jogging esterno lungo 170 m, un centro benessere dotato di palestra, sale trattamenti, sauna e bagno turco; un teatro da 600 posti su due piani (il "Teatro Colosseo"), un casinò, una discoteca, un internet point, una biblioteca, una galleria di negozi e uno Squok Club (un Mini Club).
In totale aveva 14 ponti e i dieci destinati ai passeggeri erano dedicati a importanti località turistiche italiane:
- Ponte 2, locali tecnici/cabine equipaggio
- Ponte 3, Locali tecnici/cabine equipaggio
- Ponte 4, Venezia, cabine ospiti/equipaggio
- Ponte 5, Pisa, cabine ospiti/equipaggio
- Ponte 6, Amalfi, cabine ospiti/equipaggio
- Ponte 7, Genova, cabine ospiti
- Ponte 8, Roma, spazi pubblici
- Ponte 9, Firenze, spazi pubblici
- Ponte 10, Portofino, spazi pubblici/suites
- Ponte 11, Capri, ponte aperto, piscine e relax
- Ponte 12, Ravello, ponte passeggiata
- Ponte 14, Cortina d'Ampezzo, discoteca/osservatorio

## Itinerari
Dall'inizio del 2009 al 2011 ha effettuato crociere nel lontano Oriente tra Singapore, Hong Kong e Tientsin, mentre dal 2012 è tornata nel Mediterraneo con crociere in partenza dal porto di Trieste ed Ancona. Ha effettuato lo stesso programma di crociere nell'estate del 2013. Nell'estate del 2014 invece la nave è stata dedicata alle crociere "volo+crociera" nel mediterraneo orientale con partenza da Creta. Nel 2015 sostituirà Costa Celebration nelle crociere da Venezia a Istanbul e Istanbul - Venezia dedicate in alcuni periodi dell'anno alla clientela spagnola, nella stagione invernale 2015/2016 invece la nave si dedicherà a crociere di 12 giorni nel mediterraneo con imbarchi da Savona/Genova, Napoli e Trapani e con destinazioni Francia Grecia e Italia, il 2016 di costa neoClassica invece prevede lo stesso itinerario invernale fino al maggio del 2016, dal 30 maggio la nave intraprenderà un itinerario di 12 giorni alla scoperta del Mediterraneo Occidentale con destinazione Francia, Malta e Italia, per questo itinerario i porti di imbarco sono, Savona, Salerno, Catania, Trapani e Olbia, da settembre del 2016 ha ripreso le crociere con destinazioni Francia e Grecia. Dal 13 aprile 2018, la nave effettua crociere di andata e ritorno di 2 giorni verso l'isola di Grand Bahama insieme alla nave Grand Celebration, che offre partenze giornaliere.

## Incidenti
Il 18 ottobre 2010 alle ore 4.46 entrò in collisione con la nave da carico Lowlands Longevity. Il bilancio fu di tre feriti ed alcuni contusi. La sovrastruttura sul lato destro di Costa Classica fu riparata in breve tempo.
Nel luglio 2008 la nave urtò la murata di MSC Poesia recando lievi danni alla struttura ma non a passeggeri né ai membri dell'equipaggio.
Nel novembre del 2013, si sviluppò un incendio al fumaiolo di lieve entità che non comportò modifiche all'itinerario.
Il 24 dicembre 2014 lo stesso fumaiolo in cui si era sviluppato l'incendio del 2013 fu interessato da un secondo incendio, questa volta molto più invasivo del primo, questo causò la modifica dell'itinerario della crociera e la rimozione della copertura del fumaiolo stesso, che venne riparato ad Ancona prima che la nave facesse rientro a Venezia

## Navi gemelle
- Costa neoRomantica